# Balatonmáriafürdő
Balatonmáriafürdő je vas na Madžarskem, ki upravno spada pod podregijo  Šomodske županije.